# مارتین رایسمان
مارتین رایسمان (انگلیسی: Martin Reißmann; ۲۱ سپتامبر ۱۹۰۰ – ۸ آوریل ۱۹۷۱) بازیکن فوتبال اهل آلمان بود.
وی همچنین در تیم ملی فوتبال آلمان بازی کرده‌است.